# Člověk z půdy (album)
Člověk z půdy je gramofonové album vydané krátce před sametovým převratem roku 1989. Obsahuje rozhlasový záznam stejnojmenného představení divadla Semafor, které napsali Jiří Suchý a Jiří Šlitr. LP desku k vydání připravil Jonáš klub v ediční řadě, které mapovala nahrávky S+Š nebo Jana Wericha. Album vyrobila společnost Supraphon pod katalogovým číslem 11 0781.

## Sestava alba a okolnosti vzniku
Jonáš klub (v této době působící pod názvem J–klub při 199. organizaci Svazarmu) vydal album jako další dílo ediční řady gramodesek s prací S+Š nebo Jana Wericha, katalogovým číslem předcházelo dvojalbu Jonáš a tingltangl, ačkoliv v číselné řadě mělo označení "5", zatímco Jonáš "4". Nejedná se o záznam původního představení, kterým Semafor otevíral svou úplně první sezonu, ale o jeho rozhlasovou úpravu v režii Jiřího Hesouna, jež byla natočena v listopadu 1965 (na obale mylně uvedeno 1963) a vysílaná v premiéře na Československém rozhlase 1. ledna 1966. Do role Martiny se vrátila někdejší členka Semaforu Jana Poslušná (na obale je uvedena její sestra Marie, která postavu hrála v divadle). V hlavních rolích opět hovořili Jiří Suchý a Miroslav Horníček, Petra namluvil tehdejší člen Semaforu René Gabzdyl, postavu Hedviku Renata Tůmová, v dalších rolích vystupovali Milan Drobný, Jaromír Mayer a Antonín Hrůza. Hudební doprovod obstaral Ferdinand Havlík se svým orchestrem.

## Vydání alba
Člověk z půdy vyšel v roce 1989 v obale od dvorního semaforského výtvarníka Karla Vilguse. Byly na něm dobové fotografie a osobní vzpomínky představitelů hlavní role, tj.  Miroslava Horníčka, Miloše Kopeckého, Františka Filipovského i Jiřího Suchého. Zvukovou úpravu a sestřih záznamu provedl Jindřich Michalík, režie se ujal člen divadla Jiří Datel Novotný, celý projekt pomohl zrealizovat Pavel Primus. LP vyšlo ve spolupráci s redakcí Mikrofóra. Náklad čítal 2000 kusů, přičemž každá deska měla na etiketě ručně psané pořadové číslo. V roce 1996 se záznam dočkal reedice na CD pod stejným titulem pod hlavičkou firem Primus a Klokočí. Společnost Bonton vydala písně ze hry roku 1997 na CD Člověk z půdy a další v rámci edice Písničky ze Semaforu.

## Seznam skladeb
| Strana 1 | Strana 1                               | Strana 1               | Strana 1                                   | Strana 1 |
| Pořadí   | Název                                  | Autor                  | Zpěv                                       | Délka    |
| -------- | -------------------------------------- | ---------------------- | ------------------------------------------ | -------- |
| 1.       | K smíchu toto představení              | Jiří Šlitr, Jiří Suchý | Milan Drobný, Jaromír Mayer, Antonín Hrůza | 2:2      |
| 2.       | Pramínek vlasů                         | Jiří Suchý             | René Gabzdyl                               | 2:28     |
| 3.       | Hledám všude svoje spisy               | Jiří Šlitr, Jiří Suchý | Miroslav Horníček                          | 1:30     |
| 4.       | Promiňte, že jsem se pustil do zpívání | Jiří Šlitr, Jiří Suchý | Jiří Suchý                                 | 1:04     |
| 5.       | Píseň Malého lorda                     | Jiří Šlitr, Jiří Suchý | Jiří Suchý                                 | 2:25     |
| 6.       | Včera neděle byla                      | Jiří Šlitr, Jiří Suchý | Jana Poslušná, Jiří Suchý                  | 2:40     |

| Strana 2 | Strana 2                  | Strana 2               | Strana 2                                   | Strana 2 |
| Pořadí   | Název                     | Autor                  | Zpěv                                       | Délka    |
| -------- | ------------------------- | ---------------------- | ------------------------------------------ | -------- |
| 7.       | Včera neděle byla (twist) | Jiří Šlitr, Jiří Suchý | Jiří Suchý                                 | 0:59     |
| 8.       | Dítě školou povinné       | Jiří Šlitr, Jiří Suchý | Jiří Suchý                                 | 2:35     |
| 9.       | Můra šedivá               | Jiří Šlitr, Jiří Suchý | Miroslav Horníček                          | 1:37     |
| 10.      | Nemá cenu bát se tmy      | Jiří Šlitr, Jiří Suchý | Milan Drobný, Antonín Hrůza, Jaromír Mayer | 1:18     |
| 11.      | Léta dozrávání            | Jiří Šlitr, Jiří Suchý | Jiří Suchý                                 | 3:05     |
| 12.      | Pane Sommer, adieu        | Jiří Šlitr, Jiří Suchý | Jiří Suchý                                 | 1:44     |

## Hudební doprovod
- Ferdinand Havlík se svým orchestrem